# Darkness (animationsfilm)
Darkness er en dansk animationsfilm fra 2013, der er instrueret af Marie-Louise Højer Jensen efter manuskript af Laura Madsen.

## Handling
Døden går under gulvene. Her gemmer der sig et komplekst og mørkt system af lange gange. I murene gemmer der sig rester af knogler og skelethoveder.